# Oliver Feldballe
Oliver Feldballe (Odense, 3 aprile 1990) è un ex calciatore danese, di ruolo centrocampista.

## Carriera
Nella stagione 2009-2010 esordisce nella massima serie danese col l'Odense, e nella stagione successiva debutta pure in UEFA Europa League giocando 4 incontri.
Nel 2011 passa al Randers con cui gioca per due annate in massima serie.
Nel 2013 si trasferisce al Cambuur, esordendo quindi in Eredivisie.